# علي بن عبد الرحمن الأندلسي
علي بن عبد الرحمن بن هذيل الفزاري الهذلي الأندلسي عالم عربي مسلم من علماء الأندلس من أهل غرناطة وكان مرموقاً في مجالات عدة بما في ذلك الفلسفة والطب والفلك وكان يمتهن الكتابة. وكان شاعرا كذلك. وكان معاصرا لفترة مملكة غرناطة وكان من أصحاب أبو عبد الله محمد الأول.

## نسبه
- علي بن عبد الرحمن بن هذيل الأندلسي موطنا الهذلي نسبا وذكر انه ينتسب الى قبيلة هذيل ولقب ابن هذيل من انتسابه لها.[2]

## علمه ومؤلفاته
علي بن عبد الرحمن بن هذيل الفزاري كان من أدباء الأندلس وعلمائها في علم الاجتماع. ويبدو أنه كان من العلماء البارزين في عصره لكثرة مؤلفاته المتنوعة في مختلف العلوم. من أبرز مؤلفاته:
- عين الأدب والسياسة وزين الحسب والرياسة: قدمه إلى السلطان محمد بن يوسف النصري عام 763 هـ.
- حلية الفرسان وشعار الشجعان.
- مقالات الأدباء، ومناظرات النجباء: محفوظ في ملحق المتحف البريطاني رقم 1144 (مخطوط).
- الفوائد المسطرة في علم البيطرة.
- تحفة الأنفس وشعار سكان الأندلس (القسم الثاني منه).
- تذكرة من اتقى.

كما اشتهر بتأليفه لكتاب 'الإشارة إلى ضرورة العلوم العقلية' الذي وضع فيه رؤيته لأهمية العلوم العقلية وكيفية تفاعلها مع الإيمان الديني. كما كتب في مواضيع تشمل الأخلاق والروحانية، موجهاً أعماله لتعزيز التفكير النقدي ومحاولة جسر الفجوة بين الفلسفة الإسلامية واليونانية. وتشير مؤلفاته إلى تنوع اهتماماته وعمق معرفته في الأدب والسياسة والعلوم.

## وفاته
توفي في غرناطة عام 763 هـ الموافق 1361 م.